# 失意のダウンタウン
「失意のダウンタウン」（しついのダウンタウン）は、久保田利伸のデビューシングル。1986年6月21日に発売された。発売元はCBS/SONY。

## 概要
アルバム『SHAKE IT PARADISE』の先行シングル。本作はシングル・ミックスであり、アルバム収録の際は、トラックダウンのやり直しが行われた。
B面の「せめてGood Time 今夜だけ」は、久保田楽曲の中で唯一のアルバム未収録楽曲。

## 再発盤
1989年11月1日に8cmCDで、2005年8月24日にエスエムイーレコーズよりマキシシングルで再発売された。

## 収録曲
| 全作詞: 川村真澄、全作曲: 久保田利伸、全編曲: 中村哲。 |                              |          |            |      |
| #                                                      | タイトル                     | 作詞     | 作曲・編曲 | 時間 |
| 1.                                                     | 「失意のダウンタウン」       | 川村真澄 | 久保田利伸 | 4:33 |
| 2.                                                     | 「せめてGood Time 今夜だけ」 | 川村真澄 | 久保田利伸 | 4:52 |
| 合計時間:                                              | 合計時間:                    | 9:25     |            |      |